# Новые Сочи
Новые Сочи (рум. Socii Noi, Сочий-Ной) — село в Фалештском районе Молдавии. Наряду с сёлами Калугэр, Фрумушика и Старые Сочи входит в состав коммуны Калугэр.

## География
Село расположено на высоте 63 метров над уровнем моря.

## Население
По данным переписи населения 2004 года, в селе Сочий-Ной проживает 345 человек (164 мужчины, 181 женщина).
Этнический состав села:
| Национальность | Число жителей | Процентный состав |
| -------------- | ------------- | ----------------- |
| украинцы       | 233           | 67.54             |
| молдаване      | 88            | 25.51             |
| русские        | 20            | 5.8               |
| цыгане         | 2             | 0.58              |
| прочие         | 2             | 0.58              |
| Всего          | 345           | 100%              |